# Андроник, Валерий Михайлович
Валерий Михайлович Андроник (рум. Valeriu Mihailovici Andronic; 21 декабря 1982, Кишинёв) — молдавский футболист, полузащитник. Тренер.

## Карьера

### Клубная
Воспитанник футбольной школы клуба «Зимбру». Первые наставники Георгий Сажин и Сергей Карманов. В основном составе клуба не закрепился из-за высокой конкуренции, из-за чего покинул команду и уехал в Румынию. Постоянная смена тренеров не позволила Андронику раскрыть свои способности, и он долгое время играл в команде «Пояна Кымпина» — фарм-клубе бухарестского «Динамо». В составе бухарестской команды стал чемпионом Румынии, однако сыграл всего семь игр. В 2001 году он переехал в Венгрию, в составе команды МТК завоевал титул чемпиона страны, но из-за отсутствия годовой визы оставил клуб и отправился в московское «Динамо». Сыграв 10 игр в молодёжном первенстве, отказался продлевать контракт и вернулся в Молдавию, где три месяца выступал за «Тилигул-Тирас». Следующим клубом стал «Металлист», однако Андроник поссорился с Мироном Маркевичем и вернулся в Молдавию, где выступал за кишинёвскую «Политехнику». Отыграв 5 матчей, получил серьёзную травму и выбыл из состава на год. Позднее снова уехал в Румынию, где выступал за «Прогресул» и «Интер Газ», а затем во второй раз приехал в Россию для выступления за «Балтику». В 2009 году перешёл в чешский «Богемианс», в котором планировал играть в течение двух с половиной лет, однако затем перешёл в астанинский «Локомотив», где вошёл в список 33 лучших футболистов страны. В 2011—2012 годах выступал за хабаровскую «СКА-Энергию».
6 сентября 2013 года подписал контракт с таджикским «Худжанждом».

### В сборной
Дебют в сборной состоялся под руководством Александра Спиридона 15 августа 2001 года в матче против Португалии (0:3). В 2009 году руководство «Балтики» предлагало Анлронику российский паспорт в обмен на отказ от выступлений за сборную, на что он не согласился и вынужден был из-за этого покинуть команду.

## Семья
Родом из футбольной семьи. Отец — Михаил, тренер ДЮСШ клуба «Буюкань». Мать — Евгения, жену зовут Анжела. Дети: Марк, Сабина и Давид — профессиональный футболист. Также есть дядя Николай, игравший на первенство республики, и двоюродные братья, Игорь, Олег и Георгий (Джику), профессиональные футболисты.
1 ноября 2015 в матче «Милсами» — «Сперанца» Ниспорены впервые в истории чемпионата Молдавии отец сыграл против сына — Валерий Андроник против Давида.